# Theresa (Wisconsin)
Pour les articles homonymes, voir Theresa.
Theresa est un village du comté de Dodge, dans l'État du Wisconsin, aux États-Unis. En 2020, il comptait une population de 1 255 habitants.